# De temporibus
De temporibus ist eine Schrift über verschiedene Aspekte der Zeit, die Beda Venerabilis im Jahr 703 in lateinischer Sprache verfasst hat. Das Werk gliedert sich in die drei Bereiche „Einige Definitionen, die Zeit betreffend“, "Überlegungen zum Ostertermin, und eine „Weltchronik“. Die Hauptquelle sind die Etymologiae des Isidor von Sevilla, den der Autor nie erwähnt. Allerdings gehen seine Ausführungen, speziell zum Ostertermin um einiges darüber hinaus. 725 arbeitet er in seinem Werk De temporum ratione die Themen weiter aus.

## Einige Definitionen, die Zeit betreffend
Von Kapitel 1 bis 9 definiert Beda Venerabilis Zeiteinheiten und Zeitbegriffe, wie Tag, Nacht, Monatsnamen bei den Römern, Mondjahr, Sonnenjahr etc. Er benutzt hauptsächlich Buch V der Etymologiae des Isidor von Sevilla und geht damit bis auf die Definitionen des Marcus Terentius Varro zurück. Aber auch die Werke des Plinius der Ältere stehen ihm zur Verfügung, zum Beispiel übernimmt er bezüglich der Dauer der Tage und Nächte im Jahresverlauf wörtlich:
…solstiti diebus … subiecta terrae continuos dies habere senis mensibus noctesque e diverso ad brumam remoto
…zur Sommerwende … haben die darunterliegenden Teile der Erde 6 Monate hindurch Tag und ebensolang Nacht, wenn sich die Sonne bis zur Winterwende entfernt hat

## Überlegungen zum Ostertermin
Ab Kapitel 10 erläutert er einige Begriffe der Kalenderrechnung, wobei die Bestimmung des Ostertermins im Mittelpunkt steht.
Der Bissextus (Schalttag, der bei der Kalenderreform des Gaius Iulius Caesar durch ein zweimaliges (lat.: bis) Durchlaufen der VI (lat.: sextus) Kalenden des März alle 4 Jahre realisiert wurde) wird ausführlich und anschaulich beschrieben als Ausgleich für die Langsamkeit der Sonne.
De Circulo Decemnouenali, die 19 Jahren des Mondzirkels. Dies ist ein Lunisolarkalender, der die unterschiedlichen Längen des Mond- und Sonnenjahres so verbindet, dass Jahreszeiten und Mondphasen im Gleichklang bleiben. Der Athener Meton gliederte dazu im Jahre 433 v. Chr. einen Zyklus von 19 Jahren in 12 Jahre zu 12 Monaten und 7 Jahre zu 13 Monaten. Beda Venerabilis erinnert an das Erste Konzil von Nicäa, das diesen Zyklus zur Osterterminbestimmung herangezogen habe und erläutert die verschieden langen Jahre.
De Saltu Lunae, der Mondsprung. Im Metonschen Mondzirkel wird die Zeit in 19 Mondjahre zu 354 Tagen und 7 verdeckte Schaltmonate zu 30 bzw. 29 Tagen, die als Mondsprünge bezeichnet werden, gegliedert. Beda Venerabilis schildert anschaulich, wie wegen der Langsamkeit des Mondes dessen Aufgang zwischen Tages- und Nachtmitte abwechselt. Nicht der Natur, sondern der Zweckmäßigkeit beim Rechnen folgend muss man aber von ganzen Tagen und gleichlangen Jahren ausgehen. Es ergibt sich daher für ihn das letzte, 19te Jahr des Zyklus zu 383 Tagen. Es werden also im letzten Jahr 383 – 365 = 18 Schalttage eingefügt und dies als saltus lunae bezeichnet. Diese Ausführungen weichen beträchtlich von der Metonschen Definition ab, wenn auch die Grundabsicht bei beiden die Synchronisation von Mond- und Sonnenjahr ist.
In Kapitel XIIII übernimmt er, zum Teil wörtlich, von Dionysius Exiguus dessen Berechnungen für die 8 Angaben, die zu jedem Ostertermin gemacht werden müssen, aus seinen Argumenta Paschalia. Die einfachste ist die Berechnung des Schaltjahres:
Si uis nosse bissextilem annum, partire annus Domini per 4
Willst du das Schaltjahr wissen, so teile das Jahr des Herrn durch 4
Bei weit schwierigeren Berechnungen, etwa der Epakten oder des Mondzyklus weicht er aber auch von Dionysius Exiguus ab. Allerdings sind seine Überlegungen nicht immer nachvollziehbar. Aus diesem Kapitel stammt auch die Berechnung seines gegenwärtigen Jahres 703.

## Weltchronik
Mit seiner Weltchronik, beginnend mit Adam und endend mit dem aktuell herrschenden Kaiser des Oströmischen Reiches folgt Beda Venerabilis im Aufbau und bis in die Wortwahl eng dem Buch V der Etymologiae des Isidor von Sevilla. Es ist eine sehr knappe Darstellung der Weltgeschichte, strukturiert durch Lebens- und Regierungszeiten von Personen der Bibel, Großkönigen des Perserreichs, Römischer Caesaren und Oströmischer Herrscher. Ereignisse, die die christliche Kirche betreffen, wie die Geburt Christi, Konzile, Entstehung von Häresieen sind eingefügt. Auch Beda Venerabilis steht also in der Tradition der zahlreichen antiken Chroniken, wie etwa der des Eusebius von Caesarea, ohne deren Stofffülle im entferntesten zu erreichen.
Im Gegensatz zu Isidor von Sevilla folgt er bei den Zeitangaben nicht der Septuaginta, sondern der Überlieferung des Eusebius von Caesarea und setzt sich damit dem Vorwurf der Häresie aus. Auch sonst folgt er seiner Hauptquelle nicht unbedingt. Die antike Dichterin Sappho und auch einige Römische militärische Erfolge sind für ihn nicht erwähnenswert. Dagegen führt er vermehrt religiöse Ereignisse an, wie den Übertritt der Sachsen in Britannia zum christlichen Glauben oder den Beginn des ersten Osterzyklus des Dionysus Exiguus zu Zeiten des Justinian.

## Weiterwirken und Überlieferung
Das Werk stand im Schatten der späteren umfangreichen Ausarbeitung De temporum ratione und hatte nicht deren außerordentliche Wirkung und Verbreitung. Immerhin haben sich circa 60 Handschriften erhalten. Gedruckte Fassungen erschienen bei Sachardus, Noviomagus, Hervagius in Basel und Giles in London. 1850 nahm Jacques Paul Migne das Werk in seine Patrologia Latina auf.
Theodor Mommsen edierte den Chronikteil des De temporibus als Chronica minora zusammen mit dem Chronikteil des De temporum ratione als Chronica maiora (Monumenta Germaniae Historica, Berlin, 1898). Ch. W. Jones übernahm die Chronica minora in seine Ausgabe des De temporibus.

## Textausgabe
- Ch. W. Jones: Bedae Venerabilis Opera, Turnholt Brepols 1975

## Einzelbelege
1. ↑  Franz Brunhölzl: Geschichte der lateinischen Literatur des Mittelalters, S. 211
2. ↑  Plinius der Ältere: Naturalis historia, Buch II, 186
3. ↑  Heinz Zemanek: Kalender und Chronologie, S. 28
4. ↑  Heinz Zemanek: Kalender und Chronologie, S. 42f
5. ↑  Heinz Zemanek: Kalender und Chronologie, S. 44–47
6. ↑  Alden A. Mosshammer: The Easter Computus and the Origins of Christian Era, S. 85–87
7. ↑  R.W. Burgess: Mosaics of time, S. 204f
8. ↑  Frant Brunhölzl: Geschichte der lateinischen Literatur des Mittelalters, S. 211f
9. ↑  Ch. W. Jones: Bedae Venerabilis Opera, Pars VI, S. 580f